# 96th Street (stacja metra na Broadway – Seventh Avenue Line)
96th Street – stacja metra nowojorskiego, na linii 1, 2 i 3. Znajduje się w dzielnicy Manhattan, w Nowym Jorku i zlokalizowana jest pomiędzy stacjami 103rd Street, Central Park North – 110th Street i 86th Street. Została otwarta 27 października 1904.